# Тербунский сельсовет
Тербу́нский сельсове́т — муниципальное образование в составе Тербунского района Липецкой области.
Административный центр — село Тербуны.

## История
Поселение образовано Законом Липецкой области № 649 от 28 мая 2008 года  «Об объединении сельских поселений Тербунский сельсовет и Нагорнинский сельсовет Тербунского муниципального района Липецкой области» путём объединения Тербунского сельского поселения, в который входил населённый пункт Тербуны и Нагорнинского сельского поселения, с центром в деревне Васильевка
1 марта 2009 года состоялись выборы главы и депутатов Совета депутатов сельского поселения.

## Население
| 2009  | 2010  | 2012  | 2013  | 2014  | 2015  | 2016  |
| ----- | ----- | ----- | ----- | ----- | ----- | ----- |
| 8309  | ↘8305 | ↘8221 | ↘8197 | ↗8228 | ↗8285 | ↗8448 |
| 2017  | 2018  | 2021  |       |       |       |       |
| ↗8504 | ↘8475 | ↗8649 |       |       |       |       |

## Состав сельского поселения
| №  | Населённый пункт    | Тип населённого пункта       | Население |
| -- | ------------------- | ---------------------------- | --------- |
| 1  | Васильевка          | деревня                      | ↘471      |
| 2  | Даниловские Выселки | деревня                      | ↘0        |
| 3  | Илюхино             | деревня                      | ↗14       |
| 4  | Лобановка           | деревня                      | ↘2        |
| 5  | Малые Борки         | деревня                      | ↘215      |
| 6  | Набоково            | деревня                      | ↗83       |
| 7  | Нагорное            | село                         | ↘68       |
| 8  | Плехановка          | деревня                      | ↘121      |
| 9  | Прудки              | деревня                      | ↘17       |
| 10 | Синий Камень        | деревня                      | ↘2        |
| 11 | Тербуны             | село, административный центр | ↗7760     |

### Упразднённые населённые пункты
Краснозоринская — упразднённая в 1988 году деревня, включена в состав села Тербуны.

## Местное самоуправление
Глава администрации — Черникова Ирина Васильевна.

## Экономика
На территории поселения расположена особая экономическая зона «Тербуны», в которой работают ЗАО МПБК «Очаково», ООО «Тербунский Гончар» и завод антибиотических лекарственных средств «Рафарма».
Большинство сельскохозяйственных земель поселения обрабатывается ООО «Сельхозинвест».
На территории поселения развита торговля и сфера обслуживания.

## Образование и культура
В поселении работают: средняя и 9-летняя школы, 4 детских сада, культурно-спортивных комплекс «Олимпийский», школа искусств, 2 дома культуры, 3 библиотеки.
19 апреля 2010 года освящён Троицкий храм, 24 мая — часовня Святителя Николая.

## Примечание
1. 1 2 3  Итоги Всероссийской переписи населения 2020 года (по состоянию на 1 октября 2021 года)
2. 1 2 3 4 5 6 7 8 9 10 11  Всероссийская перепись населения 2010 года. Численность и размещение населения Липецкой области
3. ↑  Численность населения Российской Федерации по муниципальным образованиям. Таблица 35. Оценка численности постоянного населения на 1 январ
4. ↑  Численность населения Российской Федерации по муниципальным образованиям на 1 января 2013 года. Таблица 33. Численность населения городских округов, муниципальных районов, городских и сельских поселений, городских населённых пунктов, сельских населённых пунктов — Росстат, 2013. — 528 с.
5. ↑  Таблица 33. Численность населения Российской Федерации по муниципальным образованиям на 1 января 2014 года
6. ↑  Численность населения Российской Федерации по муниципальным образованиям на 1 января 2015 года
7. ↑  Численность населения Российской Федерации по муниципальным образованиям на 1 января 2016 года — 2018.
8. ↑  Численность населения Российской Федерации по муниципальным образованиям на 1 января 2017 года — М.: Росстат, 2017.
9. ↑  Численность населения Российской Федерации по муниципальным образованиям на 1 января 2018 года — М.: Росстат, 2018.
10. ↑  В Тербунах освятили храм. Липецкое время (19 апреля 2010). Дата обращения: 13 февраля 2011. Архивировано 16 марта 2013 года.
11. ↑  Часовня в честь Святителя Николая освящена в Тербунах. Дата обращения: 28 ноября 2012. Архивировано 10 февраля 2015 года.